# Lenin Bazán Villanueva
Lenin Bazán Villanueva (Celendín, 19 de julio de 1982) es un abogado y político peruano. Fue congresista por el departamento de La Libertad durante el periodo parlamentario 2020-2021.

## Biografía
Nació en Celendín, Perú, el 19 de julio de 1982. Entre 2005 y 2011 cursó estudios superiores de Derecho en la Universidad Nacional de Trujillo. 

## Vida política
Participó en las elecciones regionales del 2018 como candidato a la gobernador regional de La Libertad por el Frente Amplio sin éxito al obtener sólo el 2.27% de los votos.

### Congresista
Participó en las elecciones parlamentarias complementarias del 2020 y fue elegido congresista por La Libertad por el Frente Amplio.
Durante su gestión (hasta febrero del 2021) viene participado en la presentación de 110 proyectos de Ley de los que 17 fueron promulgadas como leyes de la república. 
Bazán se mostró a favor de la vacancia del presidente Martín Vizcarra durante los dos procesos que se dieron para ello, el segundo de los cuales terminó sacando al expresidente del poder. El congresista apoyó la moción siendo uno de los 105 parlamentarios que votó a favor de la vacancia del presidente Martín Vizcarra.